# 伊爾瑟巴赫河
50°46′56.70″N 7°37′41.86″E / 50.7824167°N 7.6282944°E
伊爾瑟巴赫河（德語：Irserbach），是德國的河流，位於該國西部，處於北萊茵-威斯特法倫州，屬於錫格河的左支流，河道全長12.4公里，流域面積36.9平方公里。